# كليفه
كليفه ((بالألمانية: Kleve) (بالهولندية: Kleff،Kleef)(بالفرنسية: Clèves) (باللاتينية: Clivia)) هي بلدة بمنطقة Lower Rhine region شمالي غرب ألمانيا بالقرب من الحدود الهولندية ونهر الراين. من القرن ال11 وما بعده، كانت كليفه عاصمة مقاطعة وبعد ذلك دوقية كليفه. اليوم، كليفه هو عاصمة منطقة كليفه في الولاية الألمانية شمال الراين-وستفاليا. والمدينة هي موطن لواحدة من جامعات الراين-فال للعلوم التطبيقية.

## معرض صور

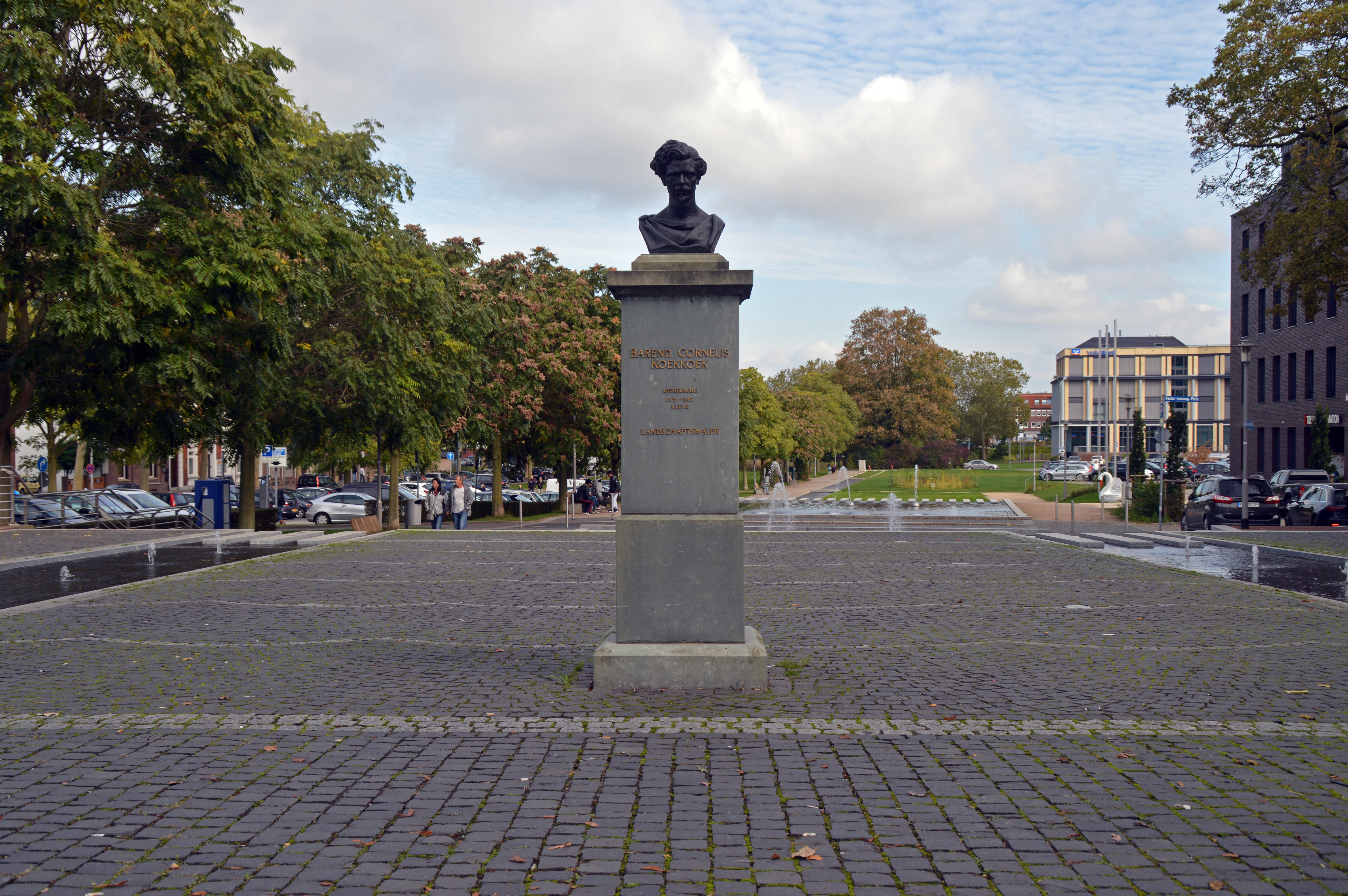
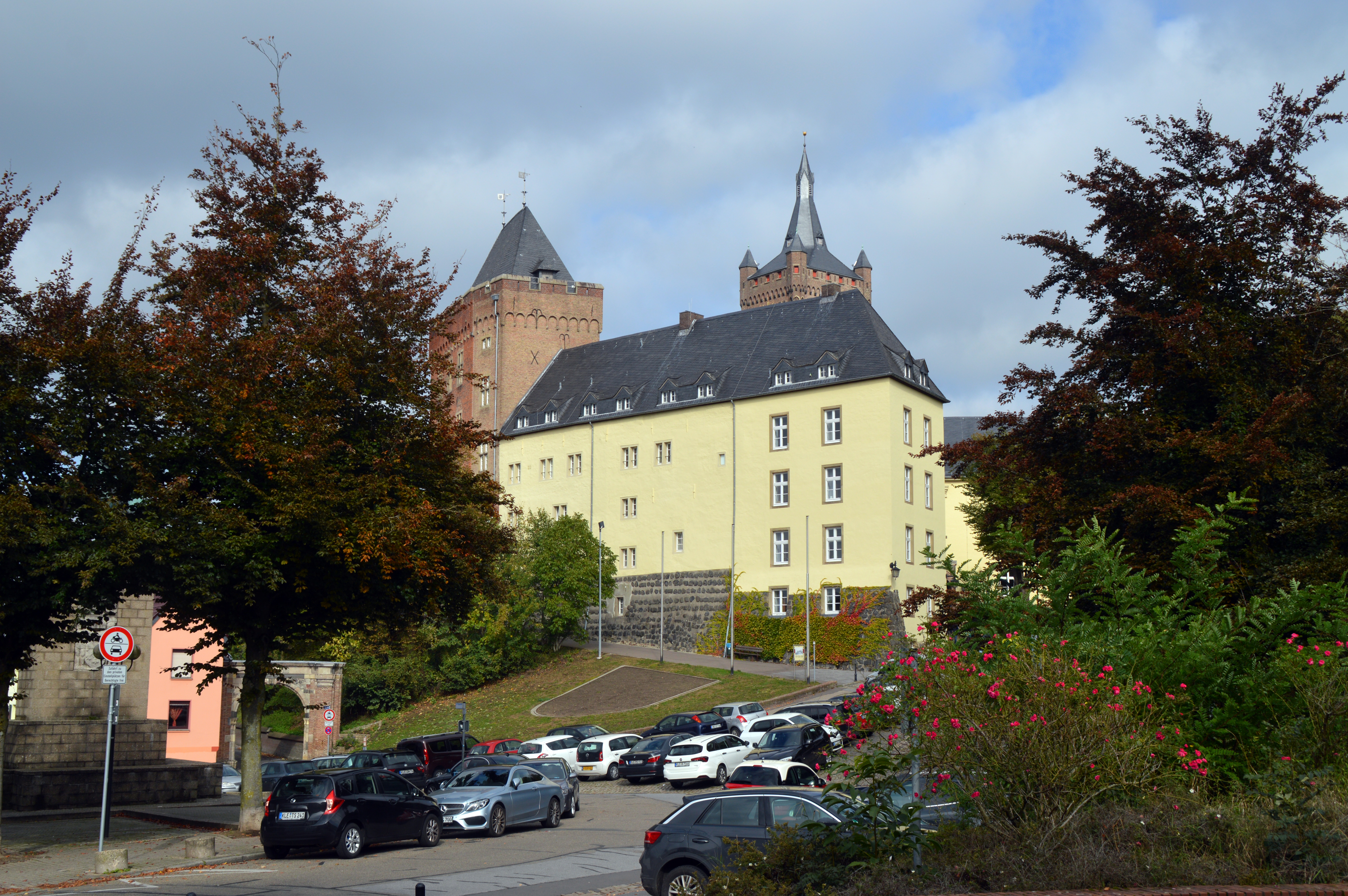
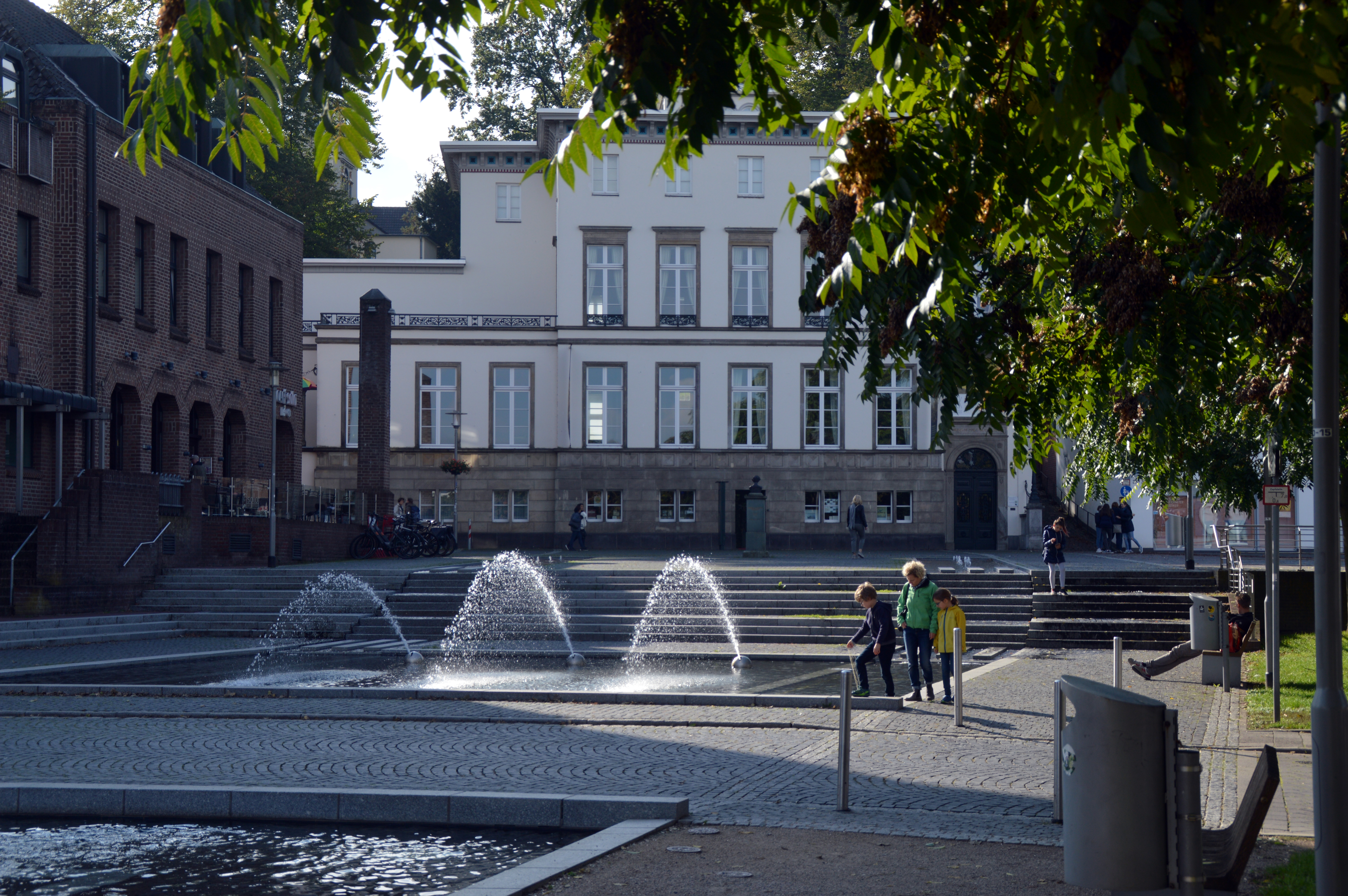
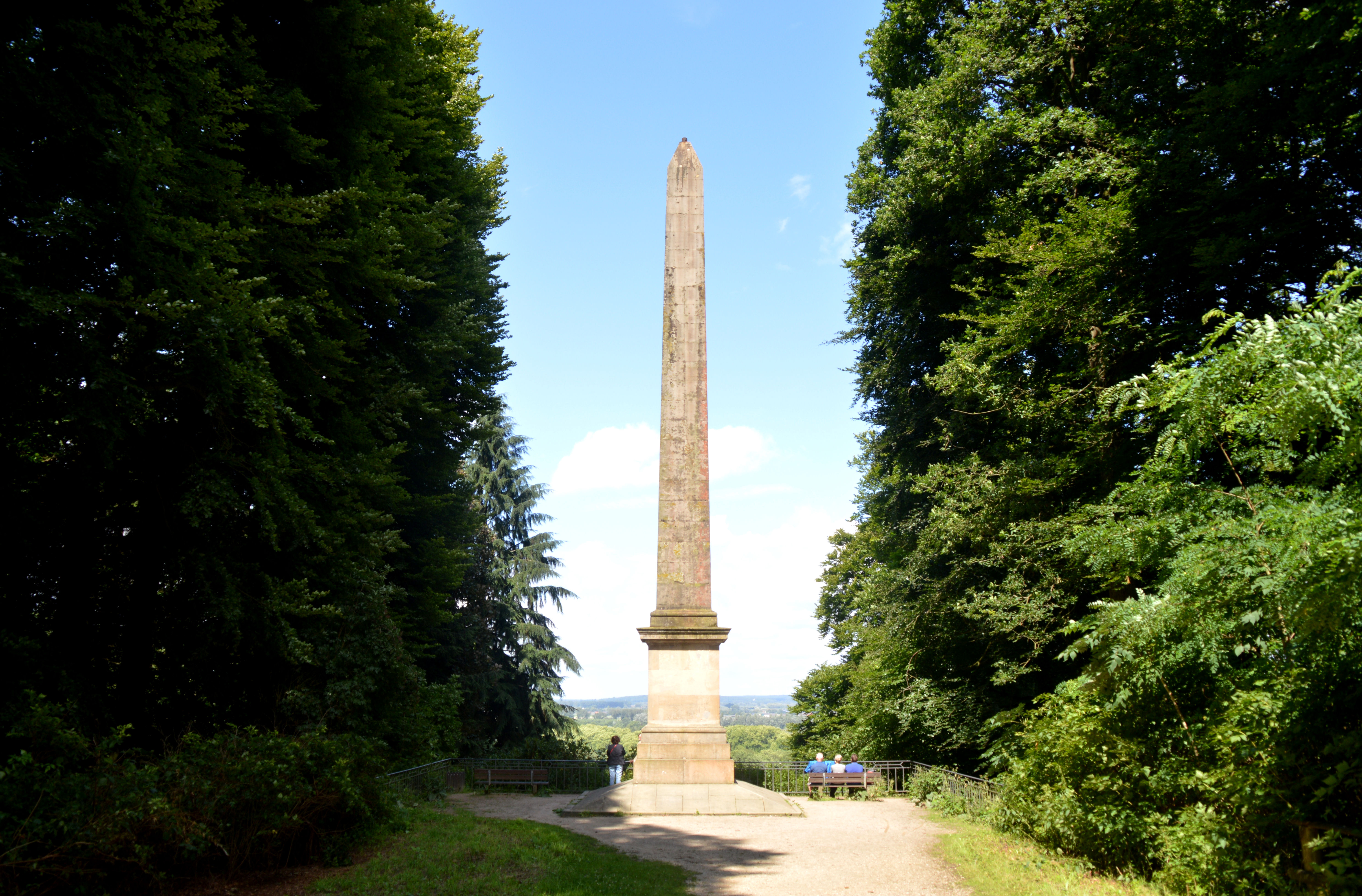

## توأمة
لكليفه اتفاقيات توأمة مع كل من:
- رنز (1971 - )[8]
- فيتشبورغ (1985 - )[9]
- ورسستر (1987 - )[10]
- أمالاند (2014 - )[11]
- دغبو توتا [الإنجليزية]‏ منذ (2010 - )[12]

## أعلام
- باربرا هندريكس
- يسطس كارل هاسكارل
- ماري إليونور من كليفز
- آنا من كليفز
- جوس فان كليف
- إنغلبرت، كونت نيفير
- صموئيل ستوري
- أدولف الأول، دوق كليفه
- أدولف الثالث، كونت مارك